# Pickup-Ionen
Pickup-Ionen entstehen aus neutralen Atomen, die durch die Sonne ionisiert werden. Allgemein unterscheidet man zwischen interstellaren Pickup-Ionen, wenn die Atome aus dem interstellaren Medium stammen, und Pickup-Ionen aus inneren Quellen, also aus dem Sonnensystem.
Interstellare Pickup-Ionen entstammen der neutralen Komponente des interstellaren Mediums, das auf Grund seiner Relativbewegung zu unserer Sonne die Heliosphäre mit einer Geschwindigkeit von 25 km/s durchfließt. Dieser neutrale Wind wird dabei sukzessive durch Ladungsaustausch mit dem Sonnenwind, Ultraviolettstrahlung der Sonne oder aber Elektronenstoßionisation ionisiert und stellt somit die Ursprungspopulation der interstellaren Pickup-Ionen dar. Die dabei entstandenen Ionen werden von dem im Sonnenwind eingefrorenen Magnetfeld mitgetragen und erreichen dabei Geschwindigkeiten von bis zu einer Sonnenwindgeschwindigkeit im Bezugssystem des Sonnenwindes.
Die Pickup-Ionen der inneren Quelle entstehen aus einer bisher nicht genau verstandenen Wechselwirkung zwischen Sonnenwind und interplanetaren Staubteilchen.